# Jorge Vargas Kerrigan
Jorge Leonardo Vargas Kerrigan (Lima, 4 luglio 1942) è un ex cestista peruviano.

## Carriera
Con il Perù ha disputato le Olimpiadi del 1964 e due edizioni dei Campionati mondiali (1963, 1967).